# Umberto Pettinicchio
Umberto Pettinicchio (Nacido en 1943) es un pintor y escultor italiano. Su pintura de 1981, The Death of the Bull se mantiene en el Museo de Arte Moderno y Contemporáneo de Santander y Cantabria. Sus pinturas tempranas eran en el estilo del expresionista, pero se volvieron cada vez más abstractas.

## Biografía
Nació en el Torremaggiore el 30 de junio de 1943. En su juventud desempeñó trabajos humildes hasta que fue contratado por una pequeña empresa de decoradores, experiencia que hizo crecer en él sus primeros amores artísticos. Comenzó a dedicarse a la pintura de forma autodidacta hasta que, tras trasladarse a Milán en 1959 y se trasladó a Milán, donde estudió en la Academia de Bellas Artes de Brera y tuvo su primera exposición en 1969.
Umberto Pettinicchio se formó en la Academia de Brera y en 1969 fue alumno de Gino Moro, quien lo guio hacia un sofisticado dominio técnico del medio pictórico. Algún tiempo después, tuvo su debut expositivo en el Centro Cultural L'Isola de Milán. Comenzó a exponer en sus primeras exposiciones individuales y a participar en premios, en los que su obra destacó por la vehemencia expresiva y la ansiedad obsesiva que en ella expresa el artista. A partir de 1969, realizó sus primeras exposiciones personales, preparadas en el atelier de via Paracelso donde se desarrollan sus primeras obras de madurez, incluyendo en la Nuova Sfera de Milán en 1973 (comisariada por Carlo Munari), en 1977 en el "Tríttico de Roma", en 1974 en "Il Castello di Milano", y en 1975 (editado por Raffaele De Grada).
En 1976 Luigi Fossati, empresario y amante del arte que será su mecenas durante muchos años, que luego será asumido por su hijo Marco Fossati, aquí nace la notable serie de pinturas de aquellos tiempos que marca su afirmación definitiva, subrayada por la publicación, en 1979, de una monografía antológica presentada por Roberto Sanesi, con textos de Vito Apuleio, Raffaele De Grada, Giancarlo Fusco y otra. Muchos de los industriales más conocidos de la época se convertirían en sus coleccionistas.
En 1975, Umberto Pettinicchio abre su estudio en Milán en via Bolzano, donde producirá algunas de sus importantes obras con las que alcanza la fama internacional. Ese mismo año, comienza con los "Retratos de poliidentidad" (“Ritratti della polidentità", búsqueda de la identidad como "territorio del cuerpo") en su estudio de Milán en via Bolzano, que durante años se convirtió en centro de debates artísticos y culturales. En 1979, inicia la búsqueda de un “Arte - Total - Amodal” con el artista alemán Lutz Niesporek.
En los años 80, estuvo siempre presente en las exposiciones más importantes (en el Salotto di Como en 1980, en Il Castello di Milano en 1981, en Il Mercante di Milano en 1982), enriqueciéndose también con importantes exposiciones en España (en Sargadelos, Barcelona, 1982, en Piquio, Santander, 1982, y en la VIII Bienal de Madrid en 1983).
En 1983 inicia la serie “Libro d'Artista”: “Automa e Automatismo nella ragione sociale” (Fotocopiapsiche con texto de U.P.), en 1984 presenta el Manifiesto del Acontecimiento “La nascita dell'essere”, y publica “Spoetiche d'incontro” (con poemas de Pedro Fiori), en 1986 publicó "Pier Paolo Pasolini: Spoliazioni di una identità".
Pedro Fiori escribe de él: ”Pettinicchio es visceral. Un artista talentoso. Una de las personalidades más originales y significativas del nuevo arte italiano”. El curso de las exposiciones adquiere una cadencia más regular, con las primeras ocasiones en "Salotto" (Como, 1980), en "Il Castello" (Milán, 1981), en "Il Mercante" (Milán, 1982). El comienzo de la nueva década se enriquece con importantes exposiciones en España, nace de estancias en las que Pettinicchio profundiza, a través del estudio sistemático de la cerámica, su aptitud escultórica que, durante los años ochenta, quedará definitivamente determinada. Entre ellas destacan las exposiciones en "Sargadelos" (Barcelona en 1982), "Piquio" (Santander en 1982) y la "VIII Bienal de Madrid" en 1983. En estos años, las lecturas críticas de su obra realizadas por los críticos de arte Javier Baron Thaidisgmann y Dámaso López García. A mediados de los años ochenta Pettinicchio madura su definitiva evolución expresiva, en la que es la corporeidad específica del material y de la forma pictórica la que actúa como protagonista dramática de la obra. Las exposiciones de arte dignas de mención son “La caduta del corpo”, 1986, y “Sculture”, 1987, en "Radice" di Lissone, Milán.
En 1984 también fundó la revista de Arte Experimental "In - Con - Arte" y la presentó junto al pintor español Roberto Orallo. En 1989 se trasladó al lago de Como en Casatenovo (Lecco) y junto con Luigi Bianco, escritor y poeta, fundó el espacio "Harta", revista y centro cultural con una retrospectiva “L'attraversamento del corpo” . En 1990 fue a la India y conoció a Shri Sathya Sai Baba. Este encuentro lo marcará profundamente como hombre y como artista. A partir de 1990 su pintura perderá parte de su componente material en favor de una apremiante búsqueda espiritual. En los últimos años ha despegado una serie de eventos en colaboración con el filósofo del lenguaje Paolo Facchi, con el filósofo Carlo Sliepcevic y con Gianpaolo Ferrari, escritor y filósofo, atrayendo a un círculo de intelectuales y pensadores de nuestro tiempo.

## Estilo
En los últimos años, la crítica ha comenzado una revalorización progresiva de Umberto Pettinicchio como una figura de conexión en el panorama de la pintura italiana de la posguerra. Su obra, centrada en el cuerpo humano como espacio de sufrimiento, violencia y redención, se caracteriza por una carga expresiva que lo sitúa entre Renato Guttuso, Cagnaccio di San Pietro y Francis Bacon. La pintura de Pettinicchio desarrolla una figuración visceral, alejada tanto de la idealización como de la abstracción, y construye un lenguaje autónomo basado en la carne, la sangre, el trauma y la materia.
Algunos estudiosos lo han definido como un “artista de la carne y del dolor”, capaz de traducir en forma plástica las tensiones morales y existenciales de la Italia de la segunda mitad del siglo XX. Su enfoque lo convierte en un exponente singular del expresionismo figurativo europeo, cuya trayectoria aún carece de una sistematización museológica y crítica completa, lo que convierte su relectura contemporánea en una oportunidad relevante para la historia del arte moderno.
El artista Umberto Pettinicchio se ha ocupado a menudo de la figura humana en su investigación pictórica, inicialmente con un estilo expresionista. Posteriormente, su estilo pictórico se vuelve cada vez más abstracto hasta llegar finalmente a lo Informal. De la figura sólo queda una apariencia vagamente perceptible, mientras que, desde un punto de vista formal, todo está distorsionado en los gestos pictóricos del artista. El gesto de Pettinicchio rompe los planos dimensionales y transforma la figura humana en una materia informe marcada por grandes trazos negros. La realizada por Pettinicchio parece una especie de operación brutalista en la línea de un Jean Dubuffet, pero mientras los franceses le dieron mucha más importancia al tema, nuestro artista lo resuelve todo a través de la redacción pictórica.
Si en el proceso artístico Pettinicchio trata la herida del hombre con una pulsación expresionista capaz de descifrar nuestro tiempo en la relación de aberración entre el equilibrio natural y los venenos de la máquina, en el retrato su mirada empática lee las tramas en el caso territorial de nuestro vestido existencial.

## Museos
- "La muerte del toro" 1981, Museo de Arte Moderno y Contemporáneo de Santander y Cantabria
- Museo de Bellas Artes de Asturias

## Exposiciones
- 1969 Accademia di Brera, Milano; Galleria “Sassetti”, Milano
- 1972 52° Mostra Annuale d’Arte della Regione Lombardia, “La Permanente”, Milano; Galleria “Arte 16”, Milano
- 1973 Galleria “La Nuova Sfera”, Milano; Galleria “Il Trittico”, Roma; Galleria “Dotta”, Savona
- 1975 Galleria “Già Galeazzo”, Milano; Galleria “Il Castello”, Milano; Galleria “La Cupola”, Padova
- 1976 Galleria “Visconte”, Lecco; Galleria “Magenta”, Brescia; Galleria “Grappolo”, Sesto San Giovanni, MI
- 1977 Galleria “Nuova Sfera”, Milano;  Galleria “Saletta Internazionale”, Biella, VC
- 1978 Galleria “Il Triangolo”, Pantigliate, MI; Galleria “La Viscontea”, Rho, MI
- 1979 Citibank, Roma; “Art Gallery”, Marina di Carrara, MS; Galleria “Studio 13”, La Spezia
- 1981 Galleria “Domus Barbara”, Locarno, CH; Galleria “Il Castello”, Milano; Galleria “Il Salotto”, Como; Galleria “9 Colonne”, Trento
- 1982 8° Bienal Internacional del Deporte en las Bellas Artes, Madrid, ES; Museo Municipal de Bellas Artes, Santander, ES; Collezione permanente El MAS | Museo de Arte Moderno y Contemporáneo de Santander y Cantabria; Galleria “Sargadelos”, Barcellona, ES; Galleria “Piquio”, Santender, ES; Galleria “Sargadelos”, Santiago de Compostela, ES; Scultura all’aperto, Museo “Pagani”, Milano; Galleria “9 Colonne”, Bologna; Galleria “Il Mercante”, Milano;  Galleria; “El Estudio de Tristan”, Cantabria, ES;
- 1983 Museo de Bellas Artes de Asturia, ES; Casa de la Cultura de Aviles, ES; Arteder ’83, Bilbao, ES; Galleria “Nicanor Pinole Gijon”, ES; Galleria “Sargadelos”, Madrid, ES
- 1984   Installazione Amodale, Studio Pettinicchio, Milano; Ipotesi-Iperconfine, Spazio “Open Art”, Milano; Spazio Comunale “Giorgella”, Corsico, MI
- 1985   Spazio Artecultura, Fiera dell’Arte, Bologna; Il libro d’artista, Galleria “9 Colonne”, Bergamo; La caduta del corpo, Galleria “Radice”, Lissone, MI
- 1987   Sculture, Galleria “Radice”, Lissone, MI
- 1989   L’attraversamento del corpo – retrospettiva, Spazio “Harta”, Casatenovo, LC
- 1990   Spazio “Bonnard”, Le Cannet Nizza, F
- 1991   Frammenti di percorso, Galleria “Artecultura”, Milano; Oltre il relitto dei segni, Comune di Lesmo, Lesmo, MI; Il nostro tempo è tossico, Bloom Art, Mezzago MI
- 1992   Centro Polimediale “Bloom”, Mezzago, MI; Collettiva, Centro Culturale “La Filanda”, Verano Brianza, MI
- 1993 Centro Culturale “Scipione Ammirato”, Lecce; Centro Ricerche Lepetit, Gerenzano, VA; Corpi di pittura, Studio “Spaggiari”, Milano; Monte dei Pegni, Marcianise, CE
- 1994 Parole dalla stanza, Contatto – Europa, Milano; Centro Culturale La Filanda, Verano Brianza, MI
- 1996   Ristorante “Al Fungo”, Gemona del Friuli, UD; Ri-trattando Pasolini, Sede “Artecultura”, Milano; Mostra di ritratti, Galleria “Sargadelos”, Milano
- 1997   Retrospettiva, Sala Civica di Villa Facchi, Casatenovo, LC; Associazione Sala di Cultura “De Luca”, Belluno
- 1998   La parola e l’arte, Sala Civica di Villa Facchi, Casatenovo, LC
- 1999   L’altra immagine, Open Art Cafè, Lissone, MI; Forma e pensiero, Sala Civica di Villa Facchi, Casatenovo, LC
- 2000   I materici, Associazione “Arcadia”, Monza, MI; Tra arte e spiritualità, Teatro Lirico, Assisi, PG
- 2001   Arteexpò, Monza, MI; L’officina dell’arte, Galleria “Vita d’Arte”, Orzinuovi, BS
- 2003   Libro d’artista, Biblioteca civica Casatenovo, LC; Collettiva “Raymond Queneau”, Villa Ghellini, Villaverla, VI; La spiritualità nell’arte, oltre l’icona, Sala consiliare, Lesmo, MI
- 2004 Due Artisti a confronto: Mario MOLETTI – Digital Painting e Umberto PETTINICCHIO – Le Sculture Blu, ARTè, Correzzana, MB
- 2005 Mostra d’arte patafisica europea contemporanea, Sala SS. Filippo e Giacomo, Brescia; Il riposo del sole, Villa Facchi, Casatenovo, LC
- 2007 Le ore del sonno, Sala Civica di Villa Facchi, Casatenovo, LC;  I luoghi della memoria, Galleria Arte Elite, Casatenovo LC
- 2009 Opere scelte 2004/2005, Spazio Artecultura, Milano
- 2010 Open Studio, Casatenovo, LC
- 2011  Leo Burnett, “The Magic Ride” Umberto Pettinicchio & Steve McCurry, Losanna, CH
- 2014, "Metafore poetiche di Umberto Pettinicchio", ONEOff APPETIZER. Viganò Brianza (LC),